# Cannes-et-Clairan
Cannes-et-Clairan è un comune francese di 432 abitanti situato nel dipartimento del Gard, nella regione dell'Occitania.

## Società

### Evoluzione demografica
Abitanti censiti